# Länsi-Uusimaa (journal)

Länsi-Uusimaa est un journal de la région de  Uusimaa en Finlande. 
La rédaction est à Lohja et le rédacteur en chef est Urpo Uotila. La diffusion du quotidien est de 13432 exemplaires (en 2010).
Son aire de diffusion est Lohja, Ingå, Karjalohja, Nummi-Pusula, Raseborg, Sammatti, Vihti et Siuntio.